# Jasionna (Skierniewice)
Pour les articles homonymes, voir Jasionna.
Jasionna est une localité polonaise de la gmina de Bolimów, située dans le powiat de Skierniewice en voïvodie de Łódź.